# Division Élite 2024
La Division Élite 2024 è la 43ª edizione del campionato di football americano di primo livello, organizzato dalla FFFA.
I Pionniers de Touraine si sono ritirati, perdendo tutti gli incontri 20-0 a tavolino.

## Squadre partecipanti
| Club                           | Città               | Stadio | Sponsor ufficiale | Risultato nella stagione 2023 |
| ------------------------------ | ------------------- | ------ | ----------------- | ----------------------------- |
| Argonautes d'Aix-en-Provence   | Aix-en-Provence     |        |                   |                               |
| Black Panthers de Thonon       | Thonon-les-Bains    |        |                   |                               |
| Blue Stars de Marseille        | Marsiglia           |        |                   |                               |
| Cougars de Saint-Ouen-l'Aumône | Saint-Ouen-l'Aumône |        |                   |                               |
| Dauphins de Nice               | Nizza               |        |                   |                               |
| Flash de La Courneuve          | La Courneuve        |        |                   |                               |
| Grizzlys Catalans              | Perpignano          |        |                   |                               |
| Iron Mask de Cannes            | Cannes              |        |                   |                               |
| Léopards de Rouen              | Rouen               |        |                   |                               |
| Molosses d'Asnières            | Asnières-sur-Seine  |        |                   |                               |
| Ours de Toulouse               | Tolosa              |        |                   |                               |
| ( Pionniers de Touraine)       | Tours               |        |                   |                               |

## Stagione regolare

### Classifiche
Le classifiche della regular season sono le seguenti:
- PCT = percentuale di vittorie, G = partite giocate, V = partite vinte,  P = partite perse, PF = punti fatti, PS = punti subiti

#### Conference A
| Pos. | Squadra                        | PCT  | G  | V | N | P  | PF  | PS  |
| ---- | ------------------------------ | ---- | -- | - | - | -- | --- | --- |
| 1    | Flash de La Courneuve          | .750 | 10 | 7 | 1 | 2  | 212 | 102 |
| 2    | Black Panthers de Thonon       | .750 | 10 | 6 | 3 | 1  | 270 | 152 |
| 3    | Léopards de Rouen              | .650 | 10 | 6 | 1 | 3  | 237 | 159 |
| 4    | Molosses d'Asnières            | .550 | 10 | 5 | 1 | 4  | 277 | 149 |
| 5    | Cougars de Saint-Ouen-l'Aumône | .300 | 10 | 3 | 0 | 7  | 79  | 313 |
| 6    | Pionniers de Touraine          | -    | 10 | 0 | 0 | 10 | 0   | 200 |

#### Conference B
| Pos. | Squadra                      | PCT  | G  | V | N | P | PF  | PS  |
| ---- | ---------------------------- | ---- | -- | - | - | - | --- | --- |
| 1    | Blue Stars de Marseille      | .800 | 10 | 7 | 2 | 1 | 210 | 138 |
| 2    | Grizzlys Catalans            | .550 | 10 | 5 | 1 | 4 | 221 | 180 |
| 3    | Dauphins de Nice             | .500 | 10 | 5 | 0 | 5 | 161 | 132 |
| 4    | Ours de Toulouse             | .500 | 10 | 5 | 0 | 5 | 136 | 172 |
| 5    | Iron Mask de Cannes          | .400 | 10 | 4 | 0 | 6 | 175 | 205 |
| 6    | Argonautes d'Aix-en-Provence | .250 | 10 | 2 | 1 | 7 | 153 | 229 |

## Playoff

### Tabellone
|  | Wild Card | Wild Card                | Wild Card                |                          |                       | Semifinali            | Semifinali            | Semifinali |  |  | XXVIII Casque de Diamant | XXVIII Casque de Diamant | XXVIII Casque de Diamant |  |
|  |           |                          |                          |                          |                       |                       |                       |            |  |  |                          |                          |                          |  |
|  |           |                          |                          |                          |                       | 1A                    | Flash de La Courneuve | 42         |  |  |                          |                          |                          |  |
|  |           |                          |                          |                          |                       | 1A                    | Flash de La Courneuve | 42         |  |  |                          |                          |                          |  |
|  |           |                          |                          | Léopards de Rouen        | 7                     |                       |                       |            |  |  |                          |                          |                          |  |
|  | 2B        | Grizzlys Catalans        | 27                       | Léopards de Rouen        | 7                     |                       |                       |            |  |  |                          |                          |                          |  |
|  | 2B        | Grizzlys Catalans        | 27                       |                          |                       |                       |                       |            |  |  |                          |                          |                          |  |
|  | 3A        | Léopards de Rouen        | 33                       |                          |                       |                       |                       |            |  |  |                          |                          |                          |  |
|  | 3A        | Léopards de Rouen        | 33                       |                          | Flash de La Courneuve | Flash de La Courneuve | 33                    |            |  |  |                          |                          |                          |  |
|  |           |                          |                          |                          |                       |                       |                       |            |  |  |                          |                          |                          |  |
|  |           |                          | Black Panthers de Thonon | Black Panthers de Thonon | 37                    |                       |                       |            |  |  |                          |                          |                          |  |
|  |           |                          |                          | Black Panthers de Thonon | 37                    |                       |                       |            |  |  |                          |                          |                          |  |
|  |           |                          |                          |                          |                       |                       |                       |            |  |  |                          |                          |                          |  |
|  |           |                          |                          |                          |                       |                       |                       |            |  |  |                          |                          |                          |  |
|  |           | 1B                       | Blue Stars de Marseille  | 7                        |                       |                       |                       |            |  |  |                          |                          |                          |  |
|  |           |                          |                          | 7                        |                       |                       |                       |            |  |  |                          |                          |                          |  |
|  |           |                          |                          | Black Panthers de Thonon | 28                    |                       |                       |            |  |  |                          |                          |                          |  |
|  | 2A        | Black Panthers de Thonon | 30                       | Black Panthers de Thonon | 28                    |                       |                       |            |  |  |                          |                          |                          |  |
|  | 2A        | Black Panthers de Thonon | 30                       |                          |                       |                       |                       |            |  |  |                          |                          |                          |  |
|  | 3B        | Dauphins de Nice         | 0                        |                          |                       |                       |                       |            |  |  |                          |                          |                          |  |

### Wild Card
| 8 giugno 2024 | Black Panthers de Thonon | 30 – 0 | Dauphins de Nice |  |

| 8 giugno 2024 | Grizzlys Catalans | 27 – 33 | Léopards de Rouen |  |

### Semifinali
| 16 giugno 2024 | Flash de La Courneuve | 42 – 7 | Léopards de Rouen |  |

| 16 giugno 2024 | Blue Stars de Marseille | 7 – 28 | Black Panthers de Thonon |  |

### XXVIII Casque de Diamant
| 29 giugno 2024 | Flash de La Courneuve | 33 – 37 | Black Panthers de Thonon |  |